# 南長崎
南長崎（日语：／ Minami-nagasaki */?）是東京都豐島區的町名。現行行政地名為南長崎一丁目至南長崎六丁目。

## 地理
位於豐島區西南部。鄰接同區長崎、西池袋、目白，新宿區中落合、西落合，中野區江原町、江古田、練馬區旭丘，大略是山手通以西、目白通以北、中野通以東、西武池袋線以南的區域。過去是目白文化村一角，現為住宅區。

## 歷史
屬舊北豐島郡長崎村。

### 地名由來
因位於長崎村南部而得名。

## 交通

### 鉄道
- 落合南長崎站（都營地下鐵大江戶線）

也可利用長崎的西武池袋線椎名町站、東長崎站。

### 巴士
- 椎名町站南口（國際興業巴士，關東巴士）
  - 池11系統 - 往池袋站西口，往中野站北口

- 目白五丁目
  - 池65系統 - 往練馬車庫前，往江古田二丁目，往池袋站東口（都營巴士）
  - 白61系統 - 往練馬車庫前，往新宿站西口（都營巴士）
  - 池11系統 - 往池袋站西口，往中野站（國際興業巴士（日语：国際興業バス），關東巴士）
  - 宿02系統 - 往新宿站西口，往丸山營業所（日语：関東バス丸山営業所）（關東巴士）
  - 宿20，宿20-1系統 - 往池袋站東口，往新宿站西口（西武巴士）

- 南長崎二丁目
  - 池65系統 - 往練馬車庫前，往江古田二丁目，往池袋站東口（都營巴士）
  - 白61系統 - 往練馬車庫前，往新宿站西口（都營巴士）
  - 池11系統 - 池袋站西口，往中野站（國際興業巴士，關東巴士）
  - 宿02系統 - 往新宿站西口，往丸山營業所（關東巴士）

- 南長崎三丁目（都營巴士）
  - 池65系統 - 往池袋站東口
  - 白61系統 - 往新宿站西口

- 南長崎五丁目（都營巴士）
  - 白61系統 - 往練馬車庫前

- 東長崎站通（都營巴士）
  - 白61系統 - 往新宿站西口

- 江原中野通
  - 白61系統 - 往練馬車庫前（都營巴士）
  - 中12系統 - 江古田站，往中野站北口（關東巴士）

- 南長崎六丁目
  - 白61系統 - 往新宿站西口（都營巴士）
  - 池07系統 - 往池袋站西口，往江古田二又（國際興業巴士）

### 道路
- 東京都道8號千代田練馬田無線（目白通）
- 新目白通（目白通支線）
- 東京都道317號環狀六號線（山手通）
- 東京都道439號椎名町上石神井線（日语：東京都道439号椎名町上石神井線）（千川通（日语：千川通り））
- 東京都道420號鮫洲大山線（日语：東京都道420号鮫洲大山線）（中野通）

## 設施

### 南長崎一丁目
- 椎名町站南口巴士站
- 目白五丁目巴士站
- 豐島區立富士見台小學校
- 區民廣場富士見台
- 西池袋出入口（首都高速中央環狀新宿線）
- 三井住友銀行目白通出張所（ATM櫃台）
- FamilyMart椎名町站南口店
- 誓願寺

### 南長崎二丁目
- 南長崎二丁目巴士站
- 豐島區立南長崎第二保育園
- NTT東日本（日语：東日本電信電話）落合大廈本館
- Daily Yamazaki（日语：デイリーヤマザキ）豐島南長崎店
- 7-Eleven豐島南長崎2丁目店
- 神習教

### 南長崎三丁目
- 南長崎三丁目巴士站
- 東京信用金庫（日语：東京信用金庫）椎名町支店
- 淺田飴（日语：浅田飴）本社分室
- 日本加除出版（日语：日本加除出版）
- LAWSON STORE 100（日语：ローソンストア100）南長崎3丁目店
- 椎名町向日葵（ひまわり）保育園
- 豐島保育園
- 常盤莊（多位昭和時期漫畫家曾居住，1982年拆除）

### 南長崎四丁目
- 落合南長崎站（都營地下鐵大江戶線）
- 豐島區立椎名町小學校
- 豐島南長崎郵便局
- Honda Cars（日语：Honda Cars店）豐島店
- 南長崎幼稚園
- JR東日本南長崎住宅
- NTT東日本落合大廈別館
- 真真園

### 南長崎五丁目
- 五郎久保稻荷神社
- 南長崎五丁目巴士站
- 東長崎站通巴士站
- 西友東長崎店
- 三菱東京UFJ銀行東長崎支店
- 東京信用金庫（日语：東京信用金庫）東長崎支店
- 全東榮信用組合（日语：全東栄信用組合）東長崎支店
- 豐島區立南長崎第一保育園
- 埃索椎名町SS
- 豐島（としま）昭和醫院
- 長濱小兒科醫院

### 南長崎六丁目
- 江原中野通巴士站
- 南長崎六丁目巴士站
- 豐島南長崎六郵便局
- Jonathan's（日语：ジョナサン (ファミリーレストラン)）南長崎店
- 出光目白通SS
- 7-Eleven豐島南長崎6丁目店
- 鹿島排屋（テラハウス）南長崎（社宅）

## 備註
1. ↑  住民基本台帳による年齢別人口（平成26年7月1日現在） 的存檔，存档日期2014-12-08.

## 外部連結
- 豐島區官方網站（页面存档备份，存于）
- 東京都豐島區町會連合會